# Another Day of Sun
«Another Day of Sun» és la primera cançó de la banda sonora de la pel·lícula musical estatunidenca La La Land. El conjunt musical interpreta un grup de conductors en un embús de trànsit a Los Angeles que canten i ballen sobre les seves aspiracions d'aconseguir l'èxit a Hollywood. La cançó va ser rodada en una autopista situada a l'entrada de la mateixa ciutat en tres preses. Va ser editada amb talls amagats per donar la sensació il·lusòria d'una presa continuada de sis minuts. La cançó va ser composta per Justin Hurwitz, amb lletra de Benj Pasek i Justin Paul, amb coreografia de Mandy Moore.

## Composició i lletres
Hurwitz va assenyalar la tensió a la cançó entre les aspiracions dels cantants i el resultat incert dels seus esforços, i va dir: «És una cançó optimista, però també parla de somnis incomplerts». Paul va dir: «Persegueixes aquest somni, i te'n vas al llit i t'aixeques l'endemà, i és un dia magnífic. T'anima en una respiració, i en una altra respiració no reconeixes que acabes de fallar miserablement. Et despertes amunt i no coincideix amb el teu estat d'ànim. És un dia radiant i brillant».
La cançó està escrita en la tonalitat de Mi♭M, amb un tempo de 126 pulsacions per minut. Generalment segueix una progressió d'acords La {\displaystyle \flat }
–Si{\displaystyle \flat }
–Do menor–Sol menor, i té un rang vocal per a les diferents parts de Sol3–Do5. Hurwitz va compondre la cançó amb un tempo trepidant i va utilitzar predominantment tecles majors. També va fer servir tecles menors per a fer-la «més agredolça del que pot semblar de cara» segons a Hurwitz. La cançó també té una densitat de capes de veus de fons i una orquestra completa de 95 instrumentistes i un cor de quaranta persones. Hurwitz va intentar presentar diferents elements de l'orquestració, ja que les imatges seguien diferents membres del conjunt.

## Rodatge i coreografia

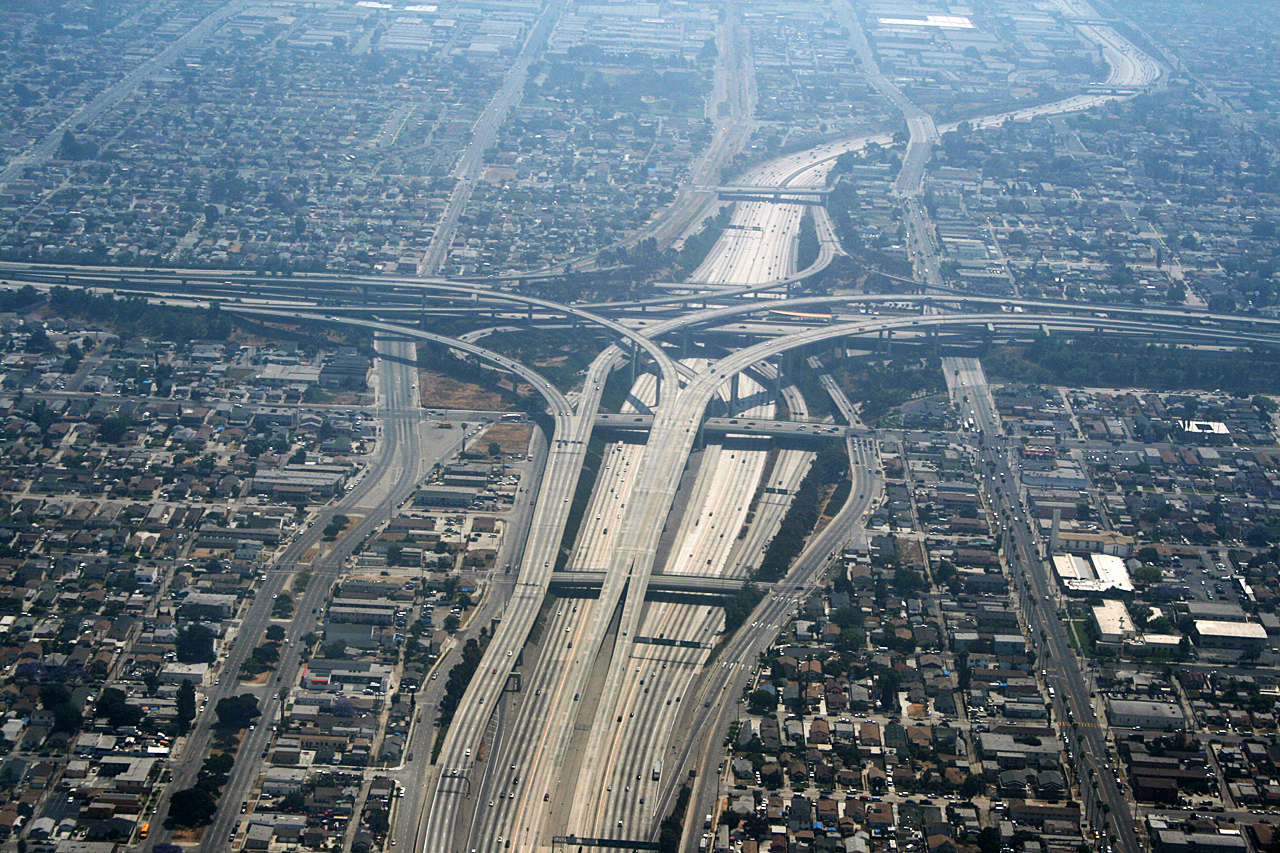
El Judge Harry Pregerson Interchange, on es va rodar l'escena de la cançó.

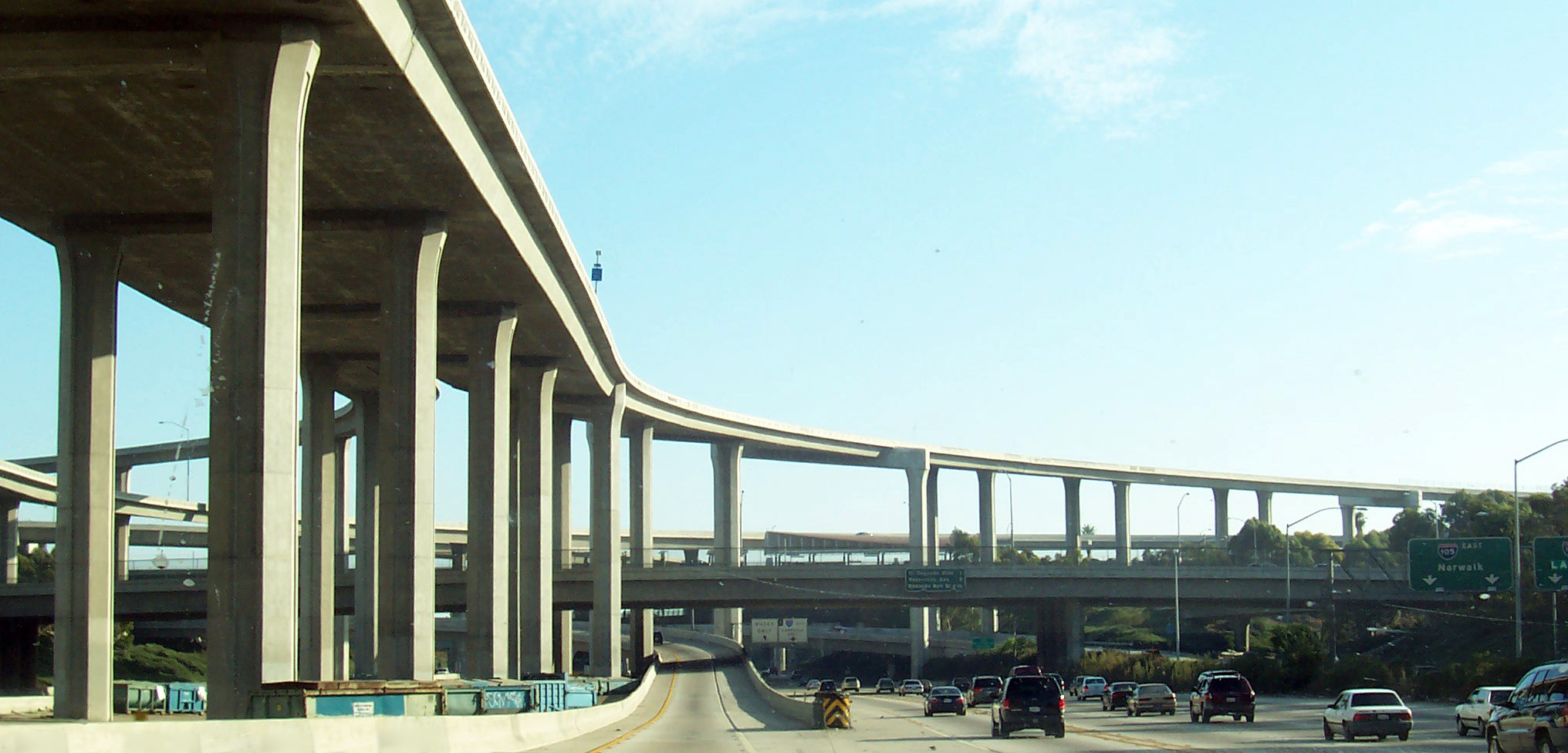
Una vista des de sota de la rampa utilitzada per al rodatge.

La seqüència –la primera de la pel·lícula– es va rodar durant dos dies l'agost de 2015. La cançó es va filmar en una rampa ràpida de quranta metres d'alçada de la Judge Harry Pregerson Interchange entre la Interestatal 110 i Ruta Estatal 110 (Califòrnia) i la Interestatal 105 al Sud de Los Angeles. La rampa va estar tancada durant els dos dies complets de rodatge. La resta de l'autopista es va deixar oberta, de manera que el trànsit normal és visible al fons. Inicialment es va planificar que la seqüència fos en una rampa a nivell del terra, però es va canviar a l'intercanviador per donar una idea de la immensitat de la ciutat. El director Damien Chazelle també va comparar la ubicació del número en una carretera amb la introducció del camí de rajoles grogues a El màgic d'Oz.
El número es va rodar en tres preses, que es van editar per donar l'aspecte d'una única presa llarga. Moore va passar entre tres i quatre mesos preparant-se per al rodatge, en el que van participar més de 60 cotxes, 30 ballarins i 100 figurants. El número es va coreografiar amb un sol ballarí al principi, amb altres ballarins que s'hi van unir de manera gradual, per evitar que tothom comencés a ballar de cop. El conjunt també va incloure diverses acrobàcies. Es van produir els assajos inicials amb deu ballarins en un aparcament d'estudi amb cotxes d'uns 20 membres del personal.
Inicialment es va planejar que el número anés precedit d'una obertura, però durant l'edició es va comprovar que això alentia massa l'obertura. L'editor de cinema Tom Cross va comentar que Chazelle «es va adonar que perquè la gent accepti que és un musical, cal anunciar-ho amb confiança al principi» i que mostrant el títol de la pel·lícula a la final el ritme de la cançó servia com a obertura per ella mateixa.
A la pantalla, la ballarina Reshma Gajjar sembla cantar les línies d'obertura (i diverses altres després), però en realitat Angela Parrish, que no apareix en el film, va cantar. Els cineastes havien esperat trobar una dona «que pogués cantar i ballar davant la càmera» per llançar el número d'obertura, però primer van acabar trobant la ballarina i després van haver de fer audicions separades per a una vocalista durant la postproducció a la primavera de 2016.

## Llistes
| Llista (2017)           | Màxima posició |
| ----------------------- | -------------- |
| França (SNEP)           | 17             |
| Hongria (Single Top 40) | 16             |
| Irlanda (IRMA)          | 79             |
| Portugal (AFP)          | 93             |
| Escòcia (OCC)           | 75             |
| Espanya (PROMUSICAE)    | 67             |
| UK Singles (OCC)        | 75             |